# Manuel Urrutia Lleó
Manuel Urrutia Lleó (8. prosince 1901 – 5. července 1981) byl kubánský soudce a politik, krátce prezident Kuby.
Narodil se ve městě Yaguajay, studoval právo na Havanské univerzitě a v roce 1928 se stal soudcem v provincii Oriente. V 50. letech se účastnil hnutí odporu proti diktátorovi Fulgenciu Batistovi. Po svržení Batistova režimu kubánskou revolucí se 3. ledna 1959 stal prezidentem Kuby a brzy kvůli údajnému korumpování státu zahájil tažení proti nevěstincům, hernám, nočním podnikům a národní loterii. Kvůli četným sporům s vůdcem revoluce Fidelem Castrem byl však již 18. července toho roku donucen na post rezignovat. Následně pobýval na venezuelské ambasádě (před svržením Batistova režimu pobýval přímo ve Venezuele) a v roce 1963 odešel do exilu do USA, kde žil v Queensu v New Yorku a pracoval jako univerzitní profesor. V roce 1964 vydal knihu Fidel Castro & Company, Inc.: Communist Tyranny in Cuba. Zemřel v Nemocnici sv. Jana v Queensu ve věku 79 let.